# 尾澤るな
尾澤 るな（おざわ るな、2002年7月2日 - ）は、日本の女優、ストリーマーで、アイドルグループSUPER☆GiRLSの元メンバーである。
愛知県名古屋市出身。愛称は、るなちゅー。

## 略歴

### 生い立ち
2002年7月2日生まれ。愛知県出身。デビュー当時はスターダストプロモーションの新人部に所属し、2012年よりヤンマーやバンダイのCMに出演していた。

### アイドルとして
2013年3月に「avexアイドルオーディション2013」に合格し、エイベックス・ミュージック・クリエイティヴが展開するアイドルプロジェクトおよびレーベルでもある「iDOL Street」の4期生となり、アイドルとして活動するようになった。その後、iDOL Streetのメジャーデビュー候補生によるチームが出身地別に結成されることになり、中部地方在住メンバーによるチーム「w-Street NAGOYA」に所属することになった。w-Street NAGOYAは、2013年8月に「NAGOYA Chubu」、2015年8月に「なごやちゅ〜ぶ♥」と改名されたが、引き続き所属した。2016年6月25日に開催された『iDOL Street Carnival 2016 6th Anniversary 〜RE:Я|LOAD〜』で、「SUPER☆GiRLS」の"第3章"メンバーとして加入することを発表し、お披露目された。
小柄ながらも、いったん舞台に立てば髪を振り乱すほどの力強いパフォーマンスで魅せるのが持ち味である。なお、2013年にはガールズユニット「Prizmmy☆」の『BOY MEETS GIRL』のミュージックビデオにも出演している。
2017年12月14日、体調不良のために当面の間活動を休止し、療養に専念することを発表。2018年1月31日、同日をもってSUPER☆GiRLSから卒業することを発表し、芸能界から離れ療養に専念することが発表された。

### 俳優として
また、アイドル活動とは別に、俳優としても活動している。2013年に日本テレビ系列で放送された『東京バンドワゴン〜下町大家族物語』においては、舞台となる堀田家の孫娘役としてレギュラー出演した。なお、『東京バンドワゴン〜下町大家族物語』放送中は、日本テレビの公式ウェブサイトにて、君野夢真とコンビで次週予告を交えたトークを展開する特別映像が配信されていた。2014年には、フジテレビジョン系列で放送された『ファーストクラス』にて出演し、同じくフジテレビジョン系列で放送された『ディア・シスター』では、松下奈緒が演じた主人公の幼少期役を演じている。アイドルとしての活動と並行し女優として活動していることから、2010年代の日本において増加している「アイドル系女優」を代表する一人と目された。これについては、iDOL Streetのメジャーデビュー候補生として、歌やダンスだけでなく、演技のレッスンも受けていたことが生かされていると指摘されている。特に、iDOL Streetのメジャーデビュー候補生の場合、映像作品のための演技のレッスンと、舞台のための演技のレッスンとを、それぞれ別々に受けるなど、演技力の向上に注力していたことが実を結んでいるとされている。
体調不良により2018年1月末から芸能界を離れ療養していたが、2020年3月13日から尾澤ルナ名義から尾澤るな名義に変え、スペースクラフトに所属して活動を再開した。2023年7月31日、スペースクラフトを退社し、フリーランスで活動をはじめた。

## 人物
アイドル活動と俳優活動を両立したいと考え、「お芝居もできるアイドルがいいな」と語っていたこともある。また、アイドル活動と俳優活動とを対比し、現場の雰囲気に違いがあると指摘している。アイドルとしての現場では「みんなで楽しく踊って汗かいたりするんです」と述べつつ、ドラマの現場については「現場ではわいわいはするけど、本番ではキリッと変わるので、そこは違います」と述べている。
趣味や特技として、「ゲーム」と「乗馬」を挙げている。特に乗馬については、ライセンス4級を所持している。その他は、「カラオケ」を好む。ゲームに関しては自身のTwitchチャンネルでゲーム配信を行っている。

## 出演

### テレビドラマ
- 東京バンドワゴン〜下町大家族物語（2013年10月12日 - 12月14日、日本テレビ） - 堀田花陽 役[1][11]
- ファーストクラス 第7話（2014年5月31日、フジテレビ）[1]
- ディア・シスター（2014年10月16日 - 12月18日、フジテレビ） - 深沢葉月（幼少期）役[1]
- 癒し屋キリコの約束（2015年9月17日・18日、東海テレビ） - 大沢愛美 役

### 映画
- トウキョウ・リビング・デッド・アイドル（2018年6月9日（同年3月17日ワールドプレミア上映）、トリプルアップ） - 福井ユリ 役[15]

### ミュージックビデオ
- Prizmmy☆「BOY MEETS GIRL」（2013年）[1]

### 舞台
- Nouveau Voyage 愛と絆のコンサート Vol.3（2013年）[1]
- 宮崎理奈プロデュース公演『不思議の国のカンタータ 〜泣き声混じりの空想歌〜』（2017年11月22日 - 26日、新宿村LIVE） - チコ 役（ダブルキャスト）
- シタチノ第8回公演『輝々』（2024年4月26日 - 29日、シアター1010ミニシアター） - ヒロイン 美月 役 （ケガの為、降板）
- 舞台『アビリティーズ』（2024年5月16日 - 20日、エアースタジオ） - 霞 役
- WHITEWAY VOL.6『戦禍のぞうの物語』（2024年6月19日 - 23日、絵空箱） - ゾウのミンミ 役

### CM
- ヤンマー
  - ヤン坊マー坊天気予報100周年記念「バルーンで花畑」編（2012年）[1][4]
  - ヤン坊マー坊天気予報100周年記念「ペットボトルで水族館」編（2012年）[1][4]
- バンダイ バトルスピリッツ（2013年）[1]
- アキレス 瞬足クラブ「みんなの瞬足」編（2013年）[1]

### Web
- モンスターストライク「モンストの中の人」として活動（2022年9月 - 2023年10月）
- MONST FREAK 2022 （2022年9月30日 - 10月2日、オンライン配信）
- MONSTER STRIKE DREAM DAZE 2023 オフラインイベント（2023年7月13日 - 14日、有明アリーナ・有明GYM-EX）

## 書籍

### 雑誌モデル
- JSガール（2013年2月号、三栄書房）[1]

### iDOL Street関連
- Girls Street 2020 - 公式サイト
- SUPER☆GiRLS 尾澤ルナ オフィシャルブログ「るなちゅーの毎日がわやだでかんわ〜」 - Ameba Blog
- 尾澤ルナ｜NAGOYA Chubu（w-Street NAGOYA）オフィシャルブログ - Ameba Blog
- S☆G尾澤ルナ (@SG3_LUNA) - X（旧Twitter）（SUPER☆GiRLS時代のアカウント）